# Atretium yunnanensis
Atretium yunnanensis är en ormart som beskrevs av Anderson 1879. Atretium yunnanensis ingår i släktet Atretium och familjen snokar. IUCN kategoriserar arten globalt som livskraftig. Inga underarter finns listade.
Arten förekommer i sydvästra Yunnan i Kina och troligtvis i angränsande regioner av Myanmar. Den vistas i bergstrakter mellan 800 och 1400 meter över havet. Atretium yunnanensis lever i risodlingar, vid dammar eller nära andra vattenansamlingar där marken tidvis översvämmas. Denna orm jagar groddjur, fiskar och gnagare.